# Drunella coloradensis
Drunella coloradensis is een haft uit de familie Ephemerellidae. De wetenschappelijke naam van de soort is voor het eerst geldig gepubliceerd in 1923 door Dodds.
De soort komt voor in het Nearctisch gebied.